# Cryosophila stauracantha
Espèce
Cryosophila stauracantha est une espèce de palmiers (famille des Arecaceae). Elle est présente au Belize, au Guatemala et dans le sud-est du Mexique.

## Dénomination
Au Mexique et Guatemala, ce palmier est appelé « escoba » (balai en espagnol) et au Belize « give-and-take ».